# Schrein

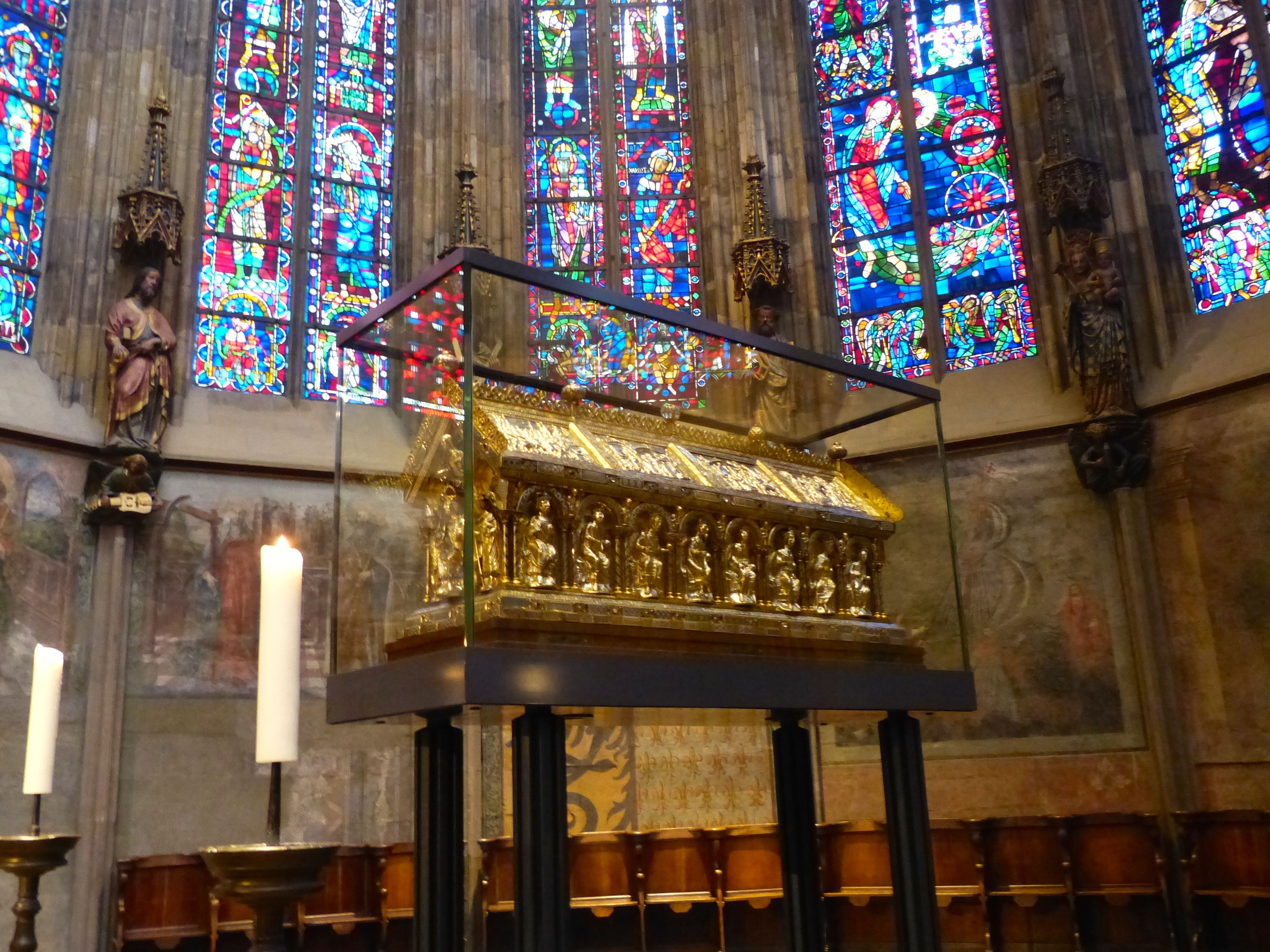
Karlsschrein im Aachener Dom

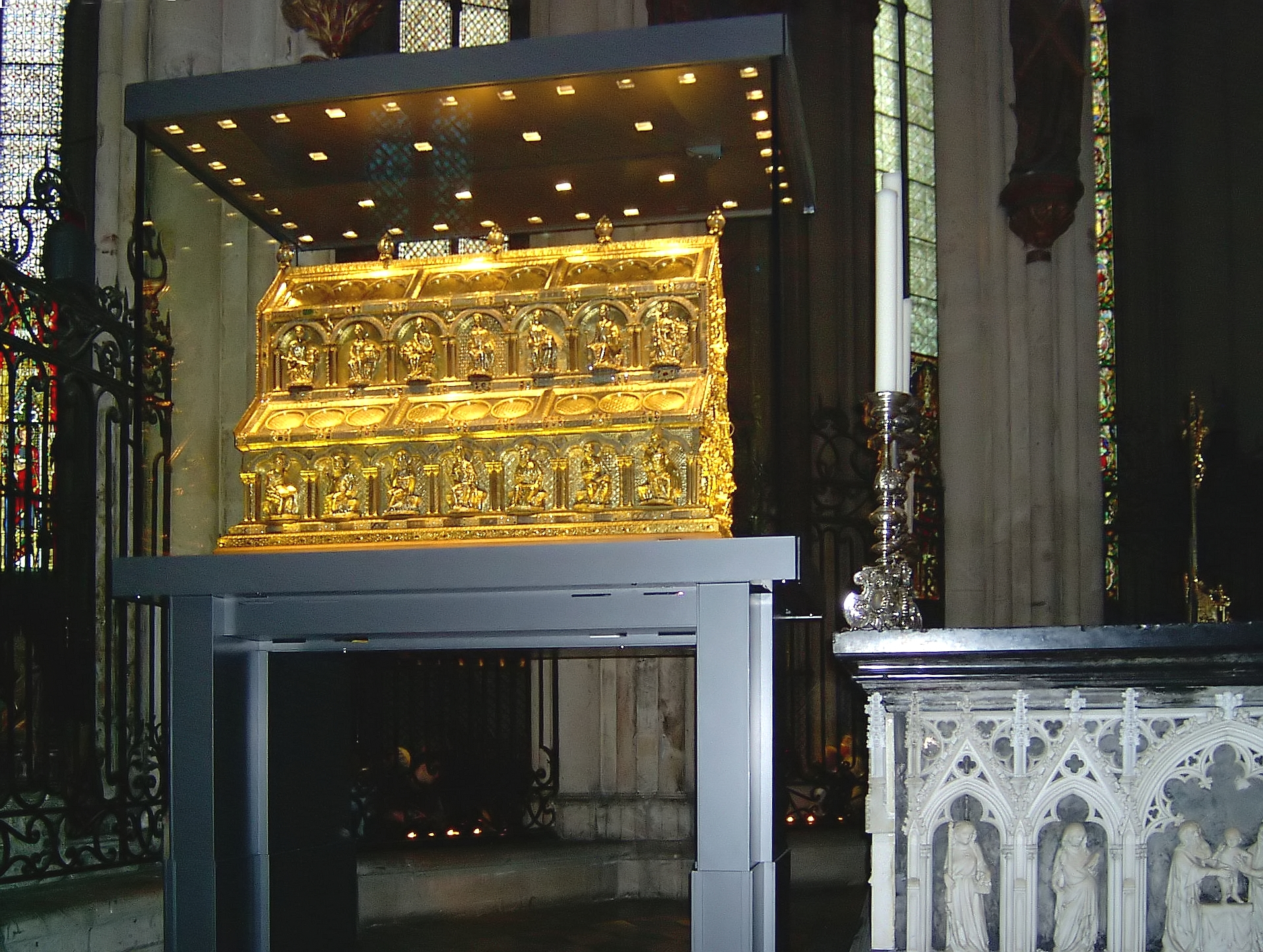
Der Dreikönigenschrein im Kölner Dom

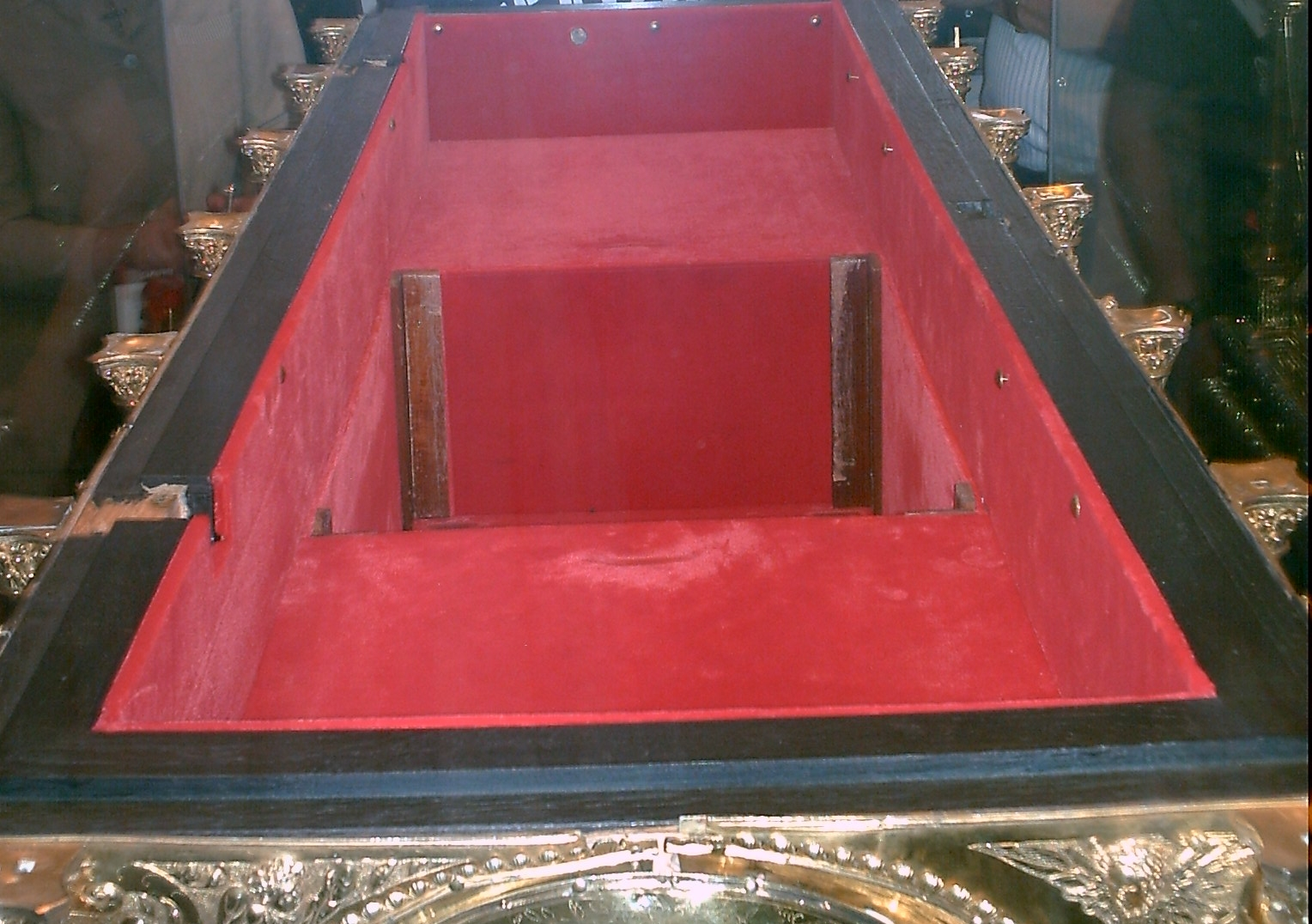
Der geöffnete Liboriusschrein für die Gebeine des hl. Liborius im Erzbischöflichen Diözesanmuseum Paderborn (Ansicht mit abgenommenem Deckel im Jahre 2009 anlässlich der Restaurierung)

Als Schrein bezeichnet man in der abendländischen Kunstgeschichte sowohl einen großen, hausförmigen, meist mit Edelmetall verkleideten Behälter für die Gebeine eines Heiligen (Reliquienschrein) als auch das schrankartig sich öffnende Mittelstück eines mit Flügeln verschließbaren Schnitzretabels (Altarschrein).
Auch das Herzstück von Tempeln, sei es ein Möbelstück oder ein Bauwerk zur Aufbewahrung kultischer und heiliger Gegenstände oder Aufenthaltsort göttlicher Wesen, kann als Schrein bezeichnet werden; es ist neben dem (vom Tisch abgeleiteten) Altar das zweite wichtige kultische Element eines Sakralbaus, beide kommen auch in kombinierter Form vor.

## Wortherkunft
Das Wort Schrein ist ein frühes Lehnwort, lateinisch scrinium findet sich schon althochdeutsch scrîni im sächlichen Geschlecht, und mittelhochdeutsch schrîn, m. und n. (‚der‘ oder ‚das Schrein‘), wobei ersteres zweiteres verdrängt.
Grundbedeutung ist ‚Kasten, Kiste‘, ein verschließbares Möbelstück, sowohl groß und stehend als Schrank oder Truhe, wie auch im Besonderen hängend als Wandkästchen, und synonym dem ursprünglichen Begriff der Lade – daher auch der Name ‚Schreiner‘ für Tischler. Noch bis in das 19. Jahrhundert ist die Bedeutung im normalen Sprachgebrauch gleichermaßen profan wie sakral belegt, Grimms Deutsches Wörterbuch (ab 1854) gibt „behältnisse zur aufbewahrung von gegenständen des cultus, besonders von Reliquien, gewöhnlich reich verziert“ ebenso wie „in allgemeiner Anwendung verschlieszbares Behältnis zur Aufbewahrung von Kleinodien, Schmuck, Geld, Kleidern u. s. w. in der entwickelten neuhochd. Schriftsprache nur in gewählter ausdrucksweise gleichbedeutend mit Schrank, also als aufrecht stehendes oder an der wand hängendes Behältnis (im Sinne von Kiste, Lade ist es nicht mehr gebräuchlich)“, sowie als spezielle Bedeutung Sarg (‚Totenkiste‘) „übergehend in die Bedeutung von Sarg, zunächst von solchen, die heilige oder verehrungswürdige Gebeine aufnehmen, dann im allgemeineren Gebrauche“.
Der religionswissenschaftliche Aspekt herrscht erst in moderner Zeit vor und entwickelte sich über ‚ehrwürdig‘ – Grimm sagt: „sonst in engerer bedeutung von einem durch material, kunstvolle arbeit oder inhalt kostbaren hangenden behältnis, besonders auch von einem aus alter zeit stammenden.“ – hin zum Gegenstand des Kultischen, und dient in diesem Sinne dazu, auch die Bauformen des Ritus nichtchristlicher Religionen zu beschreiben.

## Der Schrein im alten Ägypten
Der Schrein, auch als Naos bezeichnet, verweist im alten Ägypten auf eine lange Tradition, die bis in die frühdynastische Zeit zurückreicht, wo er als Reput zur Beherbergung von Gottesbildern diente. Der Schrein galt in der altägyptischen Mythologie auch als das „Innere des Himmels“, also der Wohnort der Götter. In ihm wurden neben Gottes- auch Königsbilder verwahrt, um das tägliche Tempelritual der Priesterschaft und andere Verehrungen im privaten Bereich allen Bürgern zu ermöglichen.

## Schreine im christlichen Kirchenraum
Die hohe Zeit der Reliquienschreine war das späte 12. bis 14. Jahrhundert. In der Goldschmiedekunst an Rhein und Maas entwickelte sich die vom Sarkophag abgeleitete Grundform zu reich mit Figuren und Architekturelementen geschmückten, hausförmigen Gebilden. Diese Schreine gehören zu den Hauptwerken der mittelalterlichen Goldschmiedekunst. Oftmals in Verbindung mit einem Altar aufgestellt, steht der Reliquienschrein in einem funktionsähnlichen, nicht aber form- und entwicklungsgeschichtlichen Zusammenhang mit dem Altarschrein. Dieser Begriff bezeichnet den schrank- oder kastenartigen, mit figürlichem Schnitzwerk ausgestatteten und mit türenartigen „Altarflügeln“ verschließbaren Mittelteil des Flügelaltars. Auch er konnte, vor allem in seinen frühen Beispielen aus dem 14. Jahrhundert, als Ort der Verwahrung oder Präsentation von Reliquien dienen. Doch eine ausschließliche Ableitung des Flügelaltarschreins von Reliquienschränken wird in der jüngeren Forschung nicht beibehalten. Bis zum Ende des Mittelalters steigern sich die Dimensionen und Quantitäten der für die Kirchenausstattung gefertigten Altarschreine, dann verliert der Flügelaltar rasch an Bedeutung.

## Andere Schreine und ihr Gebrauch
- Besondere Bedeutung im Bahá'í-Glauben besitzen die Schreine in Haifa und in Akko, zu denen jährlich tausende Pilger reisen.
- Besondere Bedeutung im Judentum hat der Toraschrein, in dem in jeder Synagoge die Torarollen aufbewahrt werden.
- Die Kultorte des japanischen Shintō werden im Deutschen meist Shintō-Schreine genannt, in Abgrenzung zu den Tempeln des Buddhismus.
- Ebenso werden traditionelle Kultstätten verschiedener afrikanischer Religionen als Schreine bezeichnet.